# شیرزیل
شیرزیل، در شاهنامه نام یکی از سرداران ایرانی است که برای یاری رساندن به خسروپرویز به آذرآبادگان رفت.
خسروپرویز در این هنگام، راهی روم بود و به جز شیرزیل، سرداران و مرزداران دیگری همچون بادان یا همان باذان نیز به او پیوستند.
همچنین شیرزیل یکی از چهارده دلاوری بود که با برگزیدگان سپاه بهرام چوبین نبرد نمودند.
حکیم فردوسی در فرازی از شاهنامه از وی چنین یاد می‌کند:
| چو بادانِ پیروز و چون شیرزیل |  | که با داد بودند و با زور پیل |